# Angie Cruickshank Lambert
Angie Cruickshank Lambert (nacida el 24 de noviembre de 1980) es una abogada, activista y política costarricense. Desde marzo de 2023 ocupa el cargo de defensora de los Habitantes de la República, siendo la primera persona afrodescendiente en asumir este puesto en Costa Rica y en el continente americano.

## Biografía
Nació en el distrito de La Uruca, en el cantón central de San José. Es hija de Clinton Cruickshank Smith, exdiputado y exvicepresidente de la Asamblea Legislativa de Costa Rica, e Ingrid Lambert Miller, abogada y activista de derechos humanos. Su tío, Eduardo Cruickshank Smith, también fue presidente de la Asamblea Legislativa durante el período 2020–2021.

## Formación académica
Cursó la educación primaria en la Saint Joseph Primary School y la secundaria en el Saint Francis College. Es licenciada en Derecho y notaria pública por la Universidad Escuela Libre de Derecho. Obtuvo un máster en Derecho Internacional y Derechos Humanos en la Universidad para la Paz. Además, es especialista en Gerencia de Proyectos por el Instituto Tecnológico de Costa Rica y cursó estudios de Relaciones Internacionales y Política Exterior en América Latina en la Facultad Latinoamericana de Ciencias Sociales (FLACSO).
Posee un diplomado internacional en “El Nuevo Derecho Público del Siglo XXI y la Protección Multinivel de los Derechos Humanos” por la Universidad para la Paz y la Universität de Heidelberg.

## Trayectoria profesional
Cruickshank ha trabajado como consultora internacional, investigadora y experta en derechos humanos para diversas organizaciones, tales como:
- Organización de los Estados Americanos (OEA)
- Comisión Interamericana de Derechos Humanos (CIDH)
- Fondo de Población de las Naciones Unidas (UNFPA)
- Oficina de la Alta Comisionada de las Naciones Unidas para los Derechos Humanos (OACNUDH)

En 2009, participó en el programa Minority Fellowship de la Oficina del Alto Comisionado de las Naciones Unidas para los Derechos Humanos, siendo la primera mujer afrodescendiente de América Latina en ser seleccionada. En 2011, coordinó la Primera Cumbre Mundial de Juventud Afrodescendiente (CUMJUVA), realizada en Costa Rica en el marco del Año Internacional de los Afrodescendientes.

## Carrera política
Desde joven participó en la vida política dentro del Partido Liberación Nacional. Fue miembro del Movimiento de la Juventud Liberacionista, candidata a la presidencia nacional del Movimiento de Mujeres Liberacionistas y representante nacional ante el Directorio Político Nacional del partido entre 2015 y 2019, siendo la primera mujer afrocostarricense en ocupar ese cargo.

## Defensora de los Habitantes
El 27 de febrero de 2023, Angie Cruickshank Lambert fue electa por la Asamblea Legislativa de Costa Rica como defensora de los Habitantes de la República. Fue juramentada el 2 de marzo de 2023 para un mandato de cuatro años.

## Reconocimientos
En 2019, fue incluida en la lista de las 100 Personas Afrodescendientes Menores de 40 años más Influyentes del Mundo.